# 岩口镇 (平昌县)
岩口镇，原为岩口乡，是中华人民共和国四川省巴中市平昌县下辖的一个乡镇级行政单位。2020年5月，撤销马鞍乡、岩口乡，设立岩口镇，以原马鞍乡梭岭村、小寨村、黄梁村、白坪村、白岩村、中营村、城隍庙村、柳坝村1至2组和原岩口乡所属行政区域为岩口镇的行政区域。

## 行政区划
岩口镇下辖以下地区：
方山村、庄子村、土坝村、老君村、柏林村、穿柏村、双渠村、羊洞村和长岩村。